# サンシャインミリオンズクラシックステークス
サンシャインミリオンズクラシックステークス（Sunshine Millions Classic Stakes）は、2003年に創設されたアメリカ競馬イベントのサンシャインミリオンズで行われる、ダート8.5fの競走である。

## 概要
2003年にサンタアニタパーク競馬場とガルフストリームパーク競馬場を所有するマグナエンターテイメント社の提案でアメリカ最大の競走馬産地であるケンタッキー州に対して両競馬のある州のカリフォルニア州産とフロリダ州産の競走馬アピールのために創設されたサンシャインミリオンズの最も総額賞金の高い競走である。
また11月のブリーダーズカップ・ワールド・サラブレッド・チャンピオンシップが終わった後、アメリカ競馬では主要競走が無いが故、その高い賞金額から出走資格を持つ有力馬が軒並み出走し、G1競走に引けを取らないハイレベルな競走になる場合もある。
出走資格はフロリダ産限定サラ系4歳以上の競走馬。
負担重量は別定で4歳は120ポンド、4歳以上は122ポンド、牝馬は2ポンド減。
2006年までは賞金総額は100万ドル・1着賞金は55万ドルという高額レースだったが、その後徐々に減額されて2017年現在は総額20万ドル・1着12万280ドルになっている。

## 歴史
- 2003年 創設。
- 2008年 本年からサンタアニタパーク競馬場で開催する施行馬場がダートトラックからオールウェザートラックに変更。
- 2012年 本年から出走資格がフロリダ州産馬限定となる。

### 開催競馬場
| 回数         | 開催競馬場                   | 施行距離         |
| ------------ | ---------------------------- | ---------------- |
| 第1回        | ガルフストリームパーク競馬場 | ダート9f         |
| 第2回        | サンタアニタパーク競馬場     | ダート9f         |
| 第3回        | ガルフストリームパーク競馬場 | ダート9f         |
| 第4回        | サンタアニタパーク競馬場     | ダート9f         |
| 第5回        | ガルフストリームパーク競馬場 | ダート9f         |
| 第6回        | サンタアニタパーク競馬場     | オールウェザー9f |
| 第7回        | ガルフストリームパーク競馬場 | ダート9f         |
| 第8回        | サンタアニタパーク競馬場     | オールウェザー9f |
| 第9回−第20回 | ガルフストリームパーク競馬場 | ダート9f         |
| 第21回−      | ガルフストリームパーク競馬場 | ダート8.5f       |

### 歴代優勝馬
| 回数   | 施行日        | 調教国・優勝馬   | 日本語読み               | 性齢 | タイム  | 優勝騎手       | 管理調教師   |
| ------ | ------------- | ---------------- | ------------------------ | ---- | ------- | -------------- | ------------ |
| 第1回  | 2003年1月24日 | Best of the Rest | ベストオブザレスト       | 牡8  | 1:49.44 | E.コア         | E.プレザJr   |
| 第2回  | 2004年1月24日 | Southern Image   | サザンイメージ           | 牡4  | 1:47.67 | V.エスピノーザ | J.ヴェイチ   |
| 第3回  | 2005年1月29日 | Musique Toujours | ミュージックトゥジュール | 騸5  | 1:49.17 | J.チャベス     | J.サドラー   |
| 第4回  | 2006年1月28日 | Lava Man         | ラヴァマン               | 騸5  | 1:49.98 | C.ナカタニ     | D.オニール   |
| 第5回  | 2007年1月27日 | McCann's Mojave  | マッキャンズモーハヴェ   | 牡7  | 1:49.89 | F.アルバラド   | S.スペクト   |
| 第6回  | 2008年1月26日 | Go Between       | ゴービトウィーン         | 牡5  | 1:45.64 | G.ゴメス       | W.モット     |
| 第7回  | 2009年1月24日 | It's a Bird      | イッツアバード           | 牡6  | 1:49.35 | J.ルパルー     | M.ウルフソン |
| 第8回  | 2010年1月30日 | Bold Chieftain   | ボールドチーフテン       | 牡7  | 1:48.33 | R.ベイズ       | W.モレイJr   |
| 第9回  | 2011年1月29日 | Tackleberry      | タックルベリー           | 騸4  | 1:48.52 | J.サンチアゴ   | L.オリヴァー |
| 第10回 | 2012年1月28日 | Mucho Macho Man  | ムーチョマッチョマン     | 牡4  | 1:47.91 | R.Dominguez    | K.Ritvo      |
| 第11回 | 2013年1月19日 | Ron the Greek    | ロンザグリーク           | 牡6  | 1:49.19 |                |              |
| 第12回 | 2014年1月18日 | Mucho Macho Man  | ムーチョマッチョマン     | 牡6  | 1:48.76 | G.Stevens      | K.Ritvo      |
| 第13回 | 2015年1月17日 | Sr. Quisqueyano  | セニョールキースケヤーノ |      | 1:50.09 | J.Zayas        | P.Walder     |
| 第14回 | 2016年        | Mexikoma         | メキシコマ               |      | 1:48.19 | J.Velazquez    | M.Dilger     |
| 第15回 | 2017年        | Hy Riverside     | ハイリヴァーサイド       |      |         | J.Ortiz        | A.Sano       |
| 第16回 | 2018年        | Jay's Way        | ジェイズウェイ           |      |         |                |              |
| 第17回 | 2019年1月19日 | Souper Tapit     | スーパータピット         |      | 1:50.62 |                |              |
| 第18回 | 2020年1月18日 | Noble Drama      | ノーブルドラマ           |      | 1:50.78 |                |              |
| 第19回 | 2021年1月16日 | Last Judgment    | ラストジャッジメント     |      | 1:49.76 |                |              |
| 第20回 | 2022年1月15日 | Shamrocket       | シャムロケット           | 牡5  |         | J.Castellano   | T.Pletcher   |
| 第22回 | 2024年1月20日 | Lure Him In      | ルアーヒムイン           | 騸7  | 1:43.22 | E.ゴンザレス   | H.Wilensky   |
| 第23回 | 2025年1月11日 | Lightning Tones  | ライトニングトーンズ     | 騸5  | 1:44.34 | J.Ruiz         | C.Narvaez    |